# ریچارد گرگ (بازیکن هاکی روی چمن)
ریچارد گرگ (انگلیسی: Richard Gregg; ۹ دسامبر ۱۸۸۳ – ۲۰ مهٔ ۱۹۴۵) بازیکن هاکی روی چمن اهل جمهوری ایرلند بود.